# Социальная реабилитация
Социальная реабилитация — совокупность мероприятий, осуществляемых государственными, частными, общественными организациями, направленных на защиту социальных прав граждан.
Процесс социальной реабилитации представляет собой процесс взаимодействия личности и общества, который включает в себя, с одной стороны, способ передачи индивиду социального опыта, способ включения его в систему общественных отношений, с другой стороны, процесс личностных изменений.

## Социальная реабилитация как технология социальной работы
Социальная реабилитация как технология социальной работы — это восстановление социального статуса человека, группы людей, утраченного или сниженного из-за проблем, создавших в их жизни трудную ситуацию. К таким проблемам можно отнести инвалидность, миграцию, безработицу, зависимости, отбывание наказания в местах лишения свободы, лечение в психиатрических клиниках и т. д.

## Цели и средства социальной реабилитации
В процессе организации социальной реабилитации необходимо предоставить возможность человеку или группе людей активной жизнедеятельности, гарантировать определённый уровень социальной стабильности, продемонстрировать возможные перспективы внутри нового социального статуса и сформировать ощущение собственной значимости и нужности и чувство ответственности за свою последующую жизнедеятельность.
Именно этим определяются цели и средства процесса социальной реабилитации.
К средствам социальной реабилитации можно отнести следующие системы:
- здравоохранения;
- образования;
- профессиональной подготовки и переподготовки;
- средства массовых коммуникаций и массовой информации;
- организации и учреждения психологической поддержки, помощи и коррекции;
- общественные и негосударственные организации, работающие в сфере решения специфических социальных и личностных проблем.

К основным целям социальной реабилитации относятся: восстановление социального статуса, социальной позиции субъекта, достижение субъектом определённого уровня социальной, материальной и духовной независимости и повышение уровня социальной адаптации субъекта к новым условиям жизнедеятельности.

## Виды социальной реабилитации
В зависимости социальных или личностных проблем людей, которые необходимо решить, применяются следующие основные виды социальной реабилитации:
- Социально-медицинская — это восстановление или формирование у человека новых навыков полноценной жизни и помощь по организации быта и ведения домашнего хозяйства, также включает в себя восстановительную и реконструктивную терапию.
- Социально-психологическая — это восстановление психического и психологического здоровья субъекта, оптимизации внутригрупповых связей и отношений, выявления потенциальных возможностей личности и организации психологической коррекции, поддержки и помощи.
- Социально-педагогическая — это организация и осуществление педагогической помощи при различных нарушениях способности человека к получению образования, определённая работа по созданию адекватных условий, форм и методов обучения, а также, соответствующих методик и программ.
- Профессиональная и трудовая — формирование новых или восстановление утраченные человеком трудовых и профессиональных навыков и впоследствии его трудоустройство.
- Социально-средовая — восстановление у человека чувства социальной значимости внутри новой для него социальной среды.

## Принципы социальной реабилитации
Практическое осуществление основных видов социальной реабилитации опирается на ряд основополагающих принципов:
1. Своевременность и поэтапность социально-реабилитационных мероприятий, предполагающие своевременное выявление проблемы клиента и организацию последовательной деятельности по её разрешению.
2. Дифференцированность, системность и комплексность, направленные на осуществление социально-реабилитационных мероприятий как единой, целостной системы поддержки и помощи.
3. Последовательность и непрерывность в проведении социально реабилитационных мероприятий, реализация которого позволяет не только восстановить утраченные субъектом ресурсы, но и предвосхитить возможное возникновение проблемных ситуаций в будущем.
4. Индивидуальный подход к определению объёма, характера и направленности социально-реабилитационных мер.
5. Доступность социально-реабилитационной помощи для всех нуждающихся, независимо от их материального и имущественного положения.

## Медико-социальная реабилитация
Медико-социальная реабилитация — это процесс, цель которого профилактика инвалидности в течение лечения заболевания и помощь больным в достижении физического, психического, профессионального, социальной и экономической полноценности, на которую они способны в рамках существующего заболевания.